# Зонтичные моли
Зонтичные моли (лат. Epermeniidae) — семейство бабочек из клады двупорых, единственное в надсемействе Epermenioidea.

## Описание
Бабочки мелких размеров с размахом крыльев 8—18 мм. Голова в прилегающих чешуйках лоб округленный. Хоботок развит, голый. Губные щупики крупные, серповидные, реже небольшие, слабо изогнутые. Челюстные щупики короткие. Усики достигают ⅔—¾ длины переднего крыла, тонкие, реснитчатые (особенно у самцов). Глазки отсутствуют.
Передние крылья ланцетовидные или удлиненно-ланцетовидные, часто с пучками торчащих крупных щетинок на дорсальном крае. Основная окраска грязно-белая, серовато-бурая, коричневая, черно-бурая, свинцово-серая. Рисунок состоит из темных или светлых пятен и перевязей, часто неотчетливых, иногда отсутствует.
Гусеницы палеарктических видов питаются на зонтичных и санталовых. Для листоядных видов в младших возрастах характерно минирование листовой пластинки, позже гусеницы живут среди сплетенных шелковиной листьев кормового растения, объедая их. Гусеницы отдельных видов минируют на протяжении всего развития. Ряд видов являются специализированными потребителями плодов и семян, причем только часть из них — эндобионты, а другие в старших возрастах ведут открытый образ жизни (даже не строят убежищ). Окукливание в подстилке в тонком коконе или без него.

## Разнообразие и ареал
В семейство включают 10 родов и 126 видов. Распространение всесветное. В Палеарктике встречаются 2 рода и 31 вид.